# Oldás és kötés
Az Oldás és kötés Jancsó Miklós 1963-ban bemutatott fekete-fehér filmje.

## Történet
Jámbor Ambrus sebész keresi a helyét, mind egzisztenciálisan, mind érzelmi és magánéleti egyensúlyában. Ádámfy professzor, a „lecserélendő régi értelmiségi” egy hihetetlenül nehéz szívműtéttel bebizonyítja, mennyire érti a szakmáját. Újraéleszti, visszahozza az életbe a betegét, akiről már mindenki, köztük Jámbor is, lemondott. Ambrusnak megrendül a hite önmagában, és kérdőjeleire választ keresve hazautazik az édesapjához. Az apja paraszti környezetben él egy tanyán, a sebész itt próbálja megtalálni a helyét és önmagát.

## Háttér
A forgatókönyv Lengyel József azonos című, nem sokkal a film elkészítése előtt megjelent novellája alapján és az író segítségével készült. A film nem annyira az alapműről, mint sokkal inkább a társszerző és rendező Jancsó Miklós életútjáról, élményvilágáról szól, de Hernádi Gyula forgatókönyvíró is beleszőtte tapasztalatait – így például a pesti művésztársaságban zajló jeleneteket a hatvanas évek elejei Belvárosi kávéház útkereső művészei ihlették –; ez a film a kritikusok véleménye alapján egyöntetűen az, ahol kikristályosodni látszik, ha csupán epizódok szintjén is, az úgynevezett „jancsói stílus”. A vásznon feltűnő művészek (a rögtönzésekben Hernádi is kapott egy mondatot) önmagukat alakították.
A filmet 1962 végén, Jászboldogháza és Pécs határában, illetve a budapesti Tétényi úti kórházban forgatták.
A film bemutatójára 1963. március 28-án a Szikra Moziban került sor.
Fogadtatása megosztó volt mind szakmailag, mind pedig politikailag. Még Lengyel Józsefet is megpróbálták a rendező és a forgatókönyvíró ellen kijátszani.

## Stáblista
- rendező: Jancsó, Miklós
- író (novella):	Lengyel József
- forgatókönyvíró: Hernádi Gyula
- dramaturg: Karall Luca
- operatőr: Somló Tamás
- operatőr asszisztens: Tóth János
- rendezőasszisztens: Farkas István, Kornis Gábor, Magyar József
- vágó:	Farkas Zoltán
- zeneszerző: Sárosi Bálint
- hangmérnök: Lohr Ferenc
- díszletépítész: Kocsis Károly
- díszlettervező: Ruttka Ferenc
- kosztüm: Vicze Zsuzsa
- gyártásvezető: Győrffy József
- stúdióvezető: Nemeskürty István
- felvételvezető: Krasznai János
- maszkmester: Kozár János
- szakértő: Gömöry András
- felvételvezető: Rémiás Gyula
- szakértő: Zoltán László
- berendező: Szebeni József
- közreműködő: Szabó-Beamter együttes

Gyártó: Budapest Filmstúdió

### Szereplők
- Latinovits Zoltán (Jámbor Ambrus)
- Ajtay Andor (Ádámfy professzor)
- Barsy Béla (Ambrus apja)
- Szakáts Miklós (docens)
- Domján Edit (Márta)
- Bodrogi Gyula (Kiss Gyula)
- Medgyesi Mária (Eta)
- Sívó Mária (ápolónő)
- Mendelényi Vilmos (katona)
- Demjén Gyöngyvér (fiatal lány)
- Horváth Gyula (író)
- Avar István (Balázs)
- Győrffy György (művész)
- Pethő László (művész)
- Koltai János (beteg)
- Budai István (orvostanhallgató)
- Ross József (Fodor bácsi)
- Bogár József (festőművész)

## Díjak, elismerések
- 1964 – Magyar Filmkritikusok Díja a legjobb rendezésért.
- 2012 – Bekerült a Magyar Művészeti Akadémia Film- és Fotóművészeti Tagozatának tagjai által kiválasztott legjobb 53 magyar alkotás közé.[8][9]